# Starzec gajowy
Starzec gajowy (Senecio nemorensis L.) – gatunek rośliny należący do rodziny astrowatych. Występuje w środkowej i południowo-wschodniej Europie oraz w strefie umiarkowanej Azji, w jej wschodniej części sięgając na południu po Wietnam. W Polsce jest pospolity w Karpatach i Sudetach, rzadko natomiast na niżu – na Śląsku, Wyżynie Małopolskiej, Wyżynie Lubelskiej i w Kotlinie Sandomierskiej.

## Morfologia
ŁodygaWzniesiona, górą rozgałęziona, do 1,5 m wysokości. Charakterystyczną cechą różniącą od starca Fuchsa jest owłosienie łodygi w jej górnej części oraz brak czerwonego wybarwienia – cała jest zielona. Łodyga aż po kwiatostan jest gęsto ulistniona. Pod ziemią roślina posiada ukośne kłącze.
LiścieEliptyczne, ostre, piłkowanoząbkowane, zwężone w wyraźny, oskrzydlony ogonek. Ząbki liści są proste i niezagięte na szczycie. Dolne liście mają nasady nagle ściągnięte i zbiegające po ogonku. Środkowe i górne liście z szeroko oskrzydlonym ogonkiem i często o uszkowatych nasadach. Górne liście niewiele tylko mniejsze od dolnych, natomiast podsadki znacznie różnią się kształtem i wielkością. Liście na dolnej stronie są owłosione.
KwiatyKoszyczki kwiatowe o średnicy 18–25 mm, zebrane w parasolowaty podbaldach. Walcowata i jednorzędowa okrywa koszyczków o długości 6–8 mm składa się zazwyczaj z 8–13 owłosionych listków. Również szypułki koszyczków są owłosione. U podstawy koszyczków znajdują się dodatkowe, skrętolegle ustawione listki. Na dnie koszyczków plewinki. Puch kielichowy żółtawy. Kwiaty siarkowożółte. Brzeżnych kwiatów języczkowych zwykle 5.
OwocNaga niełupka o długości 7–8 mm z puchem kielichowym w postaci włosków.
Gatunki podobneJest bardzo podobny do starca jajowatego, przez Linneusza nieodróżniany od niego, przez niektórych botaników wyróżniany jako podgatunek.

## Biologia i ekologia
Bylina, hemikryptofit. Kwiaty kwitną od lipca do września, zapylane są przez muchówki, lub dochodzi do samozapylenia. Rośnie w lasach, zrębach, nad potokami, w ziołoroślach. Występuje na różnych podłożach. W Tatrach występuje po piętro alpejskie, głównie jednak w reglu dolnym i górnym. Gatunek charakterystyczny dla klasy (Cl.) Betulo-Adenostyletea. Liczba chromosomów 2n= 40.

## Systematyka i zmienność
W obrębie dawniej szeroko ujmowanego gatunku wyróżnia się szereg węziej ujmowanych gatunków. Spośród nich w Polsce występują: starzec jajowaty Senecio ovatus, starzec hercyński S. hercynicus, starzec niemiecki S. germanicus i starzec ukraiński S. ucrainicus. Natomiast typowy starzec gajowy w Polsce nie rośnie.